# Seznam avstralskih pisateljev
Seznam avstralskih pisateljev.

## B
- Wayne Blair

## C
- Nick Cave
- Gary Crew

## D
- Eleanor Dark

## E
- Greg Egan
- Sumner Locke Elliott

## F
- Richard Flanagan (1961)

## G
- Libby Gleeson
- Morris Gleitzman
- Michael Gow
- Germaine Greer

## H
- Rodney Hall
- Wendy Harmer
- Murray Hartin
- Sonya Hartnett

## K
- Henry Kendall

## M
- Liane Moriarty

## P
- Nonja Peters

## R
- Michael Robotham

## S
- Simon Sellars
- Nevil Shute
- Craig Silvey
- Christina Stead
- Randolph Stow

## W
- Morris West
- Patrick White (1912–1990)
- Donna Williams (1963-2017)

## Z
- Markus Zusak